# Maikel Celada
Maikel Celada Cabrera (né le 27 août 1983 à Amancio) est un footballeur cubain, qui évolue au poste d'attaquant.

## Biographie
Celada évolue durant toute sa carrière au FC Las Tunas dont il est le capitaine, hormis une pige au CF Camagüey où il est prêté afin d'y jouer la deuxième partie de la saison en 2013. Auteur de 55 buts en championnat de Cuba (voir section Statistiques), il en est le meilleur buteur lors de la saison 2008-09 avec 16 buts.
Lors de la dernière journée du championnat 2017, à l'occasion du match Camagüey-Las Tunas, il se voit impliqué dans une agression envers l'arbitre de la rencontre, Marcos Brea, qui l'expulse avec trois autres joueurs de son équipe.

## Statistiques

### Buts en championnat
Note : Sources utilisées : www.rsssf.com,,,,,,,, www.elblogdelfutbolcubano.com,, et www.inder.gob.cu,
| Équipes            | Années   | Buts en D1 | Buts en D2 |
| ------------------ | -------- | ---------- | ---------- |
| FC Las Tunas       | 2004-05  | 3          | -          |
| FC Las Tunas       | 2005-06  | 0          | -          |
| FC Las Tunas       | 2006     | 2          | -          |
| FC Las Tunas       | 2007-08  | 6          | -          |
| FC Las Tunas       | 2008-09  | 16         | -          |
| FC Las Tunas       | 2009-10  | 4          | -          |
| FC Las Tunas       | 2011     | 7          | -          |
| FC Las Tunas       | 2012     | 0          | -          |
| FC Las Tunas       | 2013     | 3          | -          |
| CF Camagüey (prêt) | 2013     | 2          | -          |
| FC Las Tunas       | 2014     | 6          | 1          |
| FC Las Tunas       | 2015     | 1          | -          |
| FC Las Tunas       | 2016     | 4          | -          |
| FC Las Tunas       | 2017     | 1          | -          |
| Total              | 2004-... | 55         | 1          |

## Palmarès

### Distinctions individuelles
- Meilleur buteur du championnat de Cuba en 2008-09 (16 buts) ex æquo avec Osmani Montero[2].